# Liste d'espèces découvertes et décrites par Edward Drinker Cope
Edward Drinker Cope est un naturaliste américain, un biologiste et un paléontologue. Spécialiste des vertébrés, adversaire acharné d'Othniel Charles Marsh, il a découvert un grand nombre de nouveaux genres et d'espèces actuels et fossiles.

## Espèces actuelles

### Amphibiens

#### Anoures
- Adenomus - 1861
- Agalychnis - 1864
  - Agalychnis callidryas, la Rainette aux yeux rouges (1862)
- Anaxyrus hemiophrys, le Crapaud canadien - 1886
- Anaxyrus microscaphus - 1867
- Atelopus spumarius - 1871
- Bokermannohyla circumdata (1871)
- Bufo canaliferus - 1877
- Bufo coccifer - 1866
- Bufo coniferus - 1862
- Bufo diptychus - 1862
- Bufo empusus - 1862
- Bufo fastidiosus - 1865
- Bufo haematiticus - 1862
- Bufo hemiophrys - 1886
- Bufo lemur - 1869
- Bufo microscaphus - 1867
- Cophylinae - 1889
- Crepidophryne - 1889
  - Crepidophryne epiotica (1875)
- Dendrobatidae - 1865
  - Colostethus - 1866
    - Colostethus inguinalis (1868)
    - Colostethus latinasus (1863)
    - Colostethus talamancae (1875)

  - Dendrobates truncatus (1861)
  - Epipedobates labialis (1874)
  - Phyllobates vittatus (1893)
- Dendropsophus microcephalus (1886)
- Dendropsophus seniculus (1868)
- Diaglena - 1887
- Duellmanohyla uranochroa (1875)
- Epidalea - 1864
- Hemisotidae - 1867
  - Hemisus guineensis - 1865
- Hyla arenicolor  - 1866
- Hyla chrysoscelis - 1880
- Hyla palliata - 1863 (incertae sedis)
- "Hylodes" hallowelli - 1862 (incertae sedis)
- Hypsiboas hypselops - 1870 (incertae sedis)
- Hypsiboas raniceps - 1862
- Incilius - 1863
- Isthmohyla pictipes (1875)
- Leptodactylus podicipinus (1862)
- Leptodactylus poecilochilus (1862)
- Leptodactylus rhodostima (1874)
- Osteopilus pulchrilineatus (1870)
- Osteopilus vastus (1871)
- Pachymedusa dacnicolor (1864)
- Phyllomedusa azurea - 1862
- Phyllomedusa coelestis (1874)
- Phyllomedusa tarsius (1968)
- Phyllomedusa tomopterna (1968)
- Plectrohyla bistincta (1877)
- Pseudacris brachyphona (1889)
- Pseudacris cadaverina (1866)
- Pseudis limellum (1862)
- Rhaebo - 1862
- Scaphiopodidae - 1865
  - Spea - 1866
    - Spea bombifrons - 1863
    - Spea intermontana, le crapaud du Grand Bassin - 1883
    - Spea multiplicata - 1863
- Scinax acuminatus (1862)
- Scinax boulengeri (1887)
- Scinax funereus (1874)
- Scinax nasicus (1862)
- Scinax staufferi (1865)
- Smilisca - 1865
  - Smilisca phaeota (1862)
  - Smilisca puma (1885)
- Sphaenorhynchus carneus (1868)
- Triprion - 1866 - syn. : Pharyngodon Cope, 1865
  - Triprion petasatus (1865, anc. Pharyngodon petasatus)

#### Urodèles
- - Ambystoma annulatum - 1886
  - Ambystoma cingulatum - 1868
  - Aneides aeneus - 1881
  - Aneides ferreus, Salamandre pommelée - (1869)
  - Batrachoseps nigriventris - 1869
  - Batrachoseps pacificus - (1865)
  - Desmognathus ochrophaeus - 1859

### Reptiles

#### Amphisbaenia(Amphisbènes)
- Amphisbaena angustifrons - 1861
- Amphisbaena camura - 1862
- Amphisbaena fenestrata (1861)
- Amphisbaena occidentalis - 1876
- Amphisbaena prunicolor - 1885
- Bipes biporus (1894)
- Zygaspis - 1885

#### Autarchoglossa(Lézards)
- Abronia aurita - 1869
- Abronia fimbriata - 1884
- Abronia graminea (1864)
- Ameiva bifrontata  - 1862
- Ameiva bridgesii - 1869
- Ameiva chrysolaema - 1868
- Ameiva exsul - 1862
- Ameiva leptophrys - 1893
- Ameiva polops - 1862
- Ameiva taeniura - 1862
- Bachia bicolor - 1896
- Bachia pallidiceps - 1862
- Bachia trisanale - 1868
- Celestus badius (1868)
- Celestus cyanochloris - 1894
- Celestus enneagrammus (1860)
- Celestus stenurus - 1862
- Chamaesaura macrolepis - 1862
- Cnemidophorus angusticeps - 1878
- Cnemidophorus communis - 1878
- Cnemidophorus costatus - 1878
- Cnemidophorus lineattissimus - 1878
- Cnemidophorus maximus - 1864
- Cnemidophorus scalaris - 1892
- Cnemidophorus septemvittatus - 1892
- Heloderma suspectum, le Monstre de Gila - 1869
- Leposoma parietale - 1885
- Leposoma rugiceps  - 1869
- Mabuya dorsivittata - 1862
- Mabuya frenata (1862)
- Mabuya unimarginata - 1862
- Mesaspis - 1877
  - Mesaspis antauges (1866)
- Ophisaurus attenuatus - 1880
- Ophisaurus compressus - 1900
- Plestiodon longirostris - 1861
- Potamites ecpleopus -1876
- Potamites strangulatus - 1868
- Scincella gemmingeri - 1864
- Tretioscincus - 1862
- Xantusia riversiana - 1883
- Xenosauridae - 1866

#### Gekkota(Geckos)
- Anelytropsis - 1885
  - Anelytropsis papillosus - 1885
- Aristelliger - 1862
  - Aristelliger lar - 1861
- Lepidodactylus pusillus - 1869
- Pletholax - 1864
- Phyllodactylus inaequalis - 1876
- Phyllodactylus julieni - 1885
- Phyllodactylus leei - 1889
- Phyllodactylus unctus - 1864
- Phyllodactylus xanti - 1863
- Sphaerodactylus gilvitorques - 1862
- Sphaerodactylus glaucus - 1866
- Sphaerodactylus goniorhynchus - 1895
- Sphaerodactylus homolepis - 1886

#### Iguania(Iguanes, Caméléons, Agames, Dragons & apparentés)
- Basiliscus plumifrons - 1876
- Ctenosaura defensor - 1866
- Ctenosaura hemilopha - 1863
- Laemanctus serratus - 1864
- Phrynosoma asio - 1864
- Sceloporus chrysostictus - 1867
- Sceloporus cyanogenys - 1885
- Sceloporus jarrovii - 1875
- Sceloporus mucronatus - 1885
- Sceloporus pyrocephalus - 1864
- Sceloporus serrifer - 1866
- Sceloporus siniferus - 1869
- Sceloporus tristichus - 1875
- Sceloporus utiformis - 1864
- Sceloporus zosteromus - 1863

## Espèces fossiles

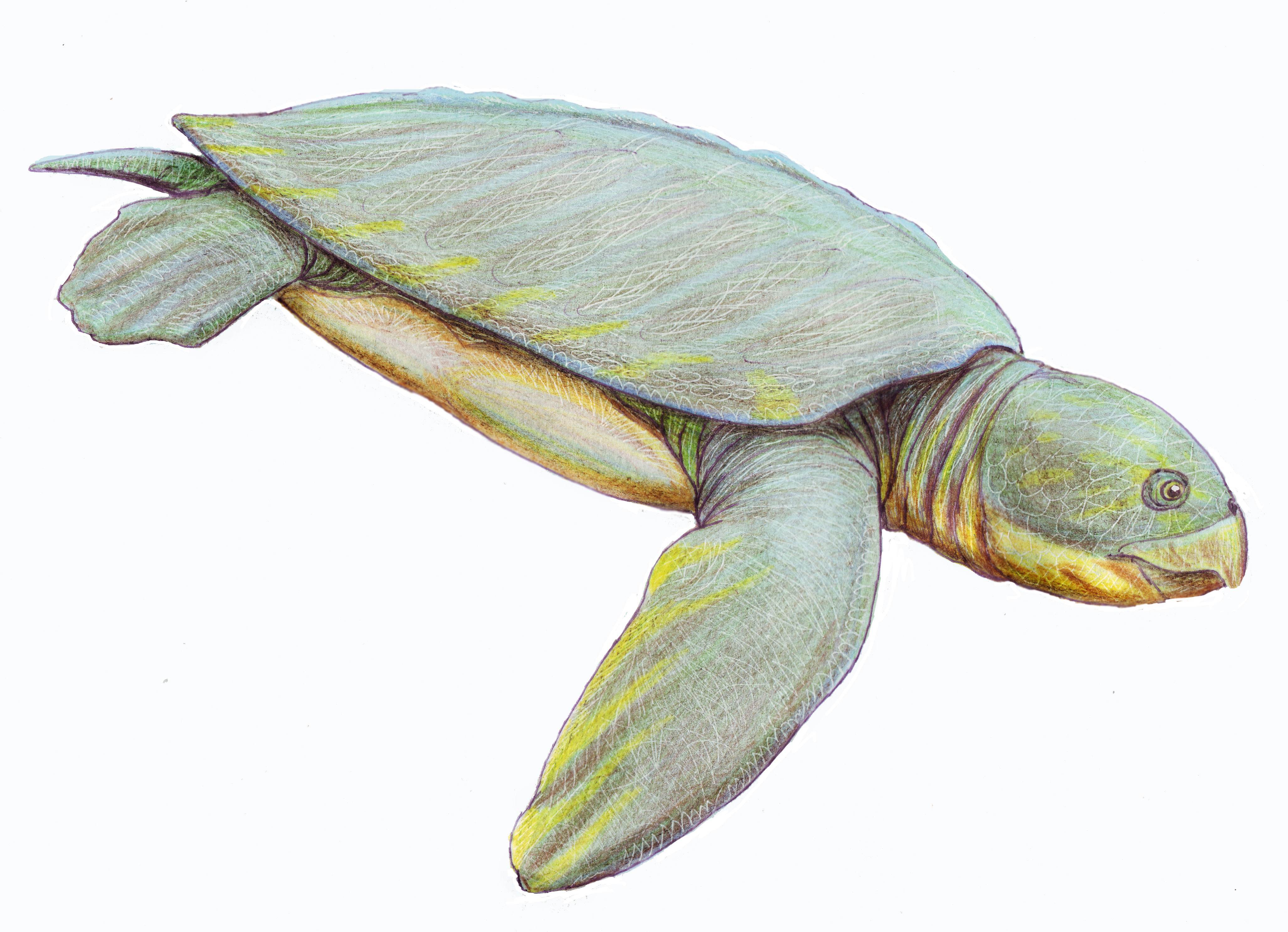
Protostega, une tortue marine géante de près de 3 mètres de long, qui a vécu à la fin du Crétacé, découverte en 1871

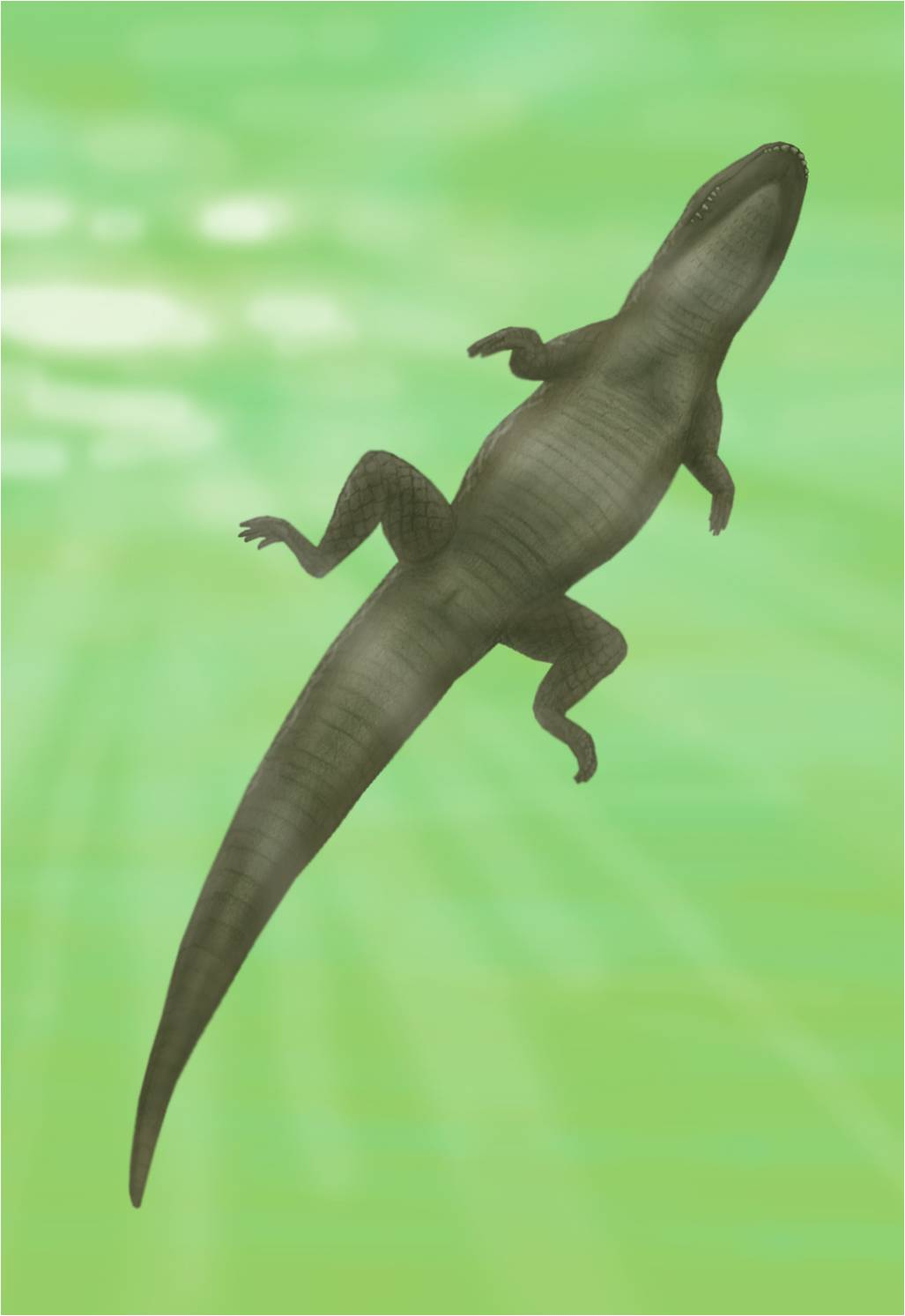
Allognathosuchus, Alligator préhistorique de l'Éocène, découvert en 1872

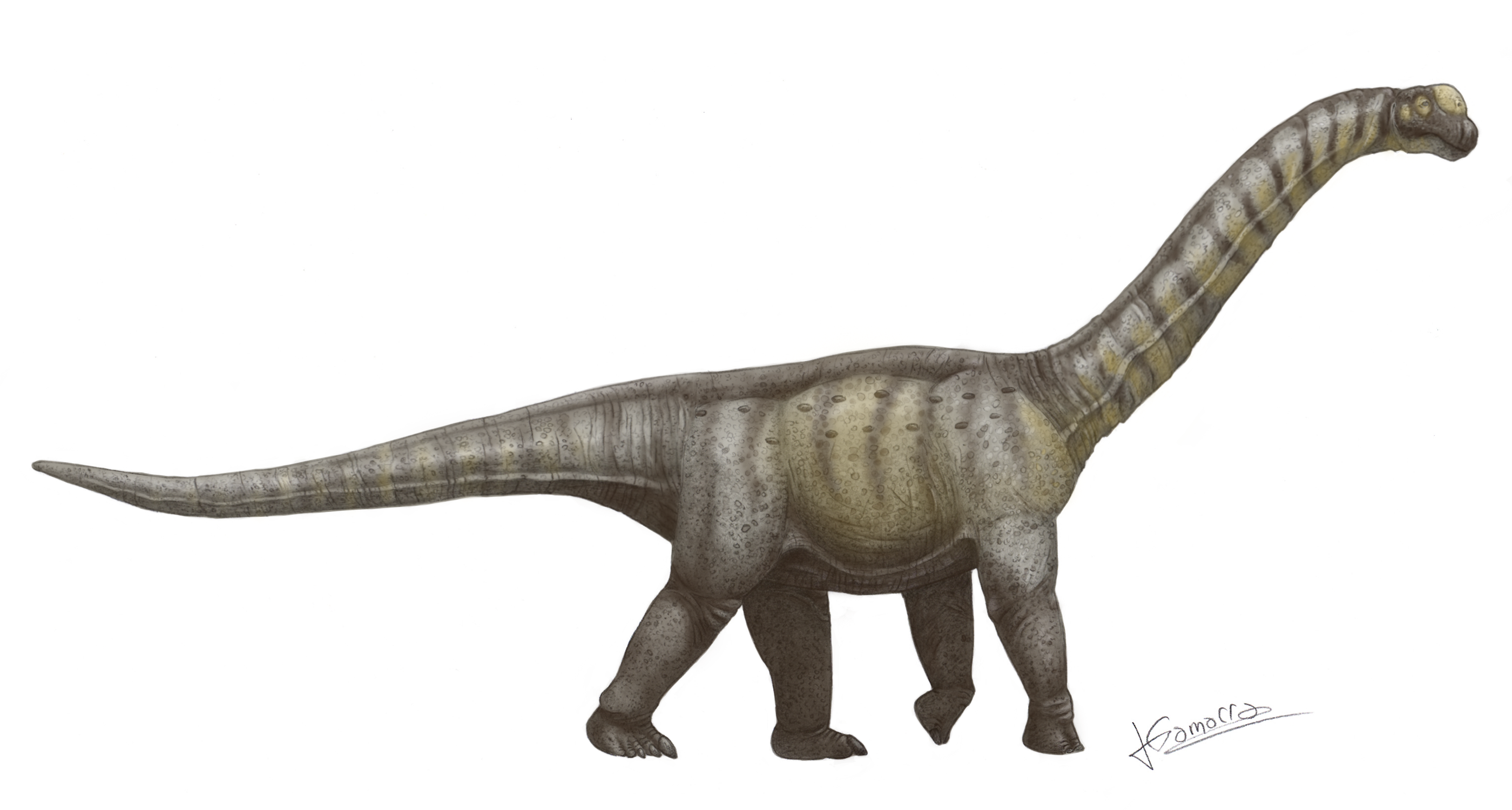
Camarasaurus, un Sauropode découvert en 1877

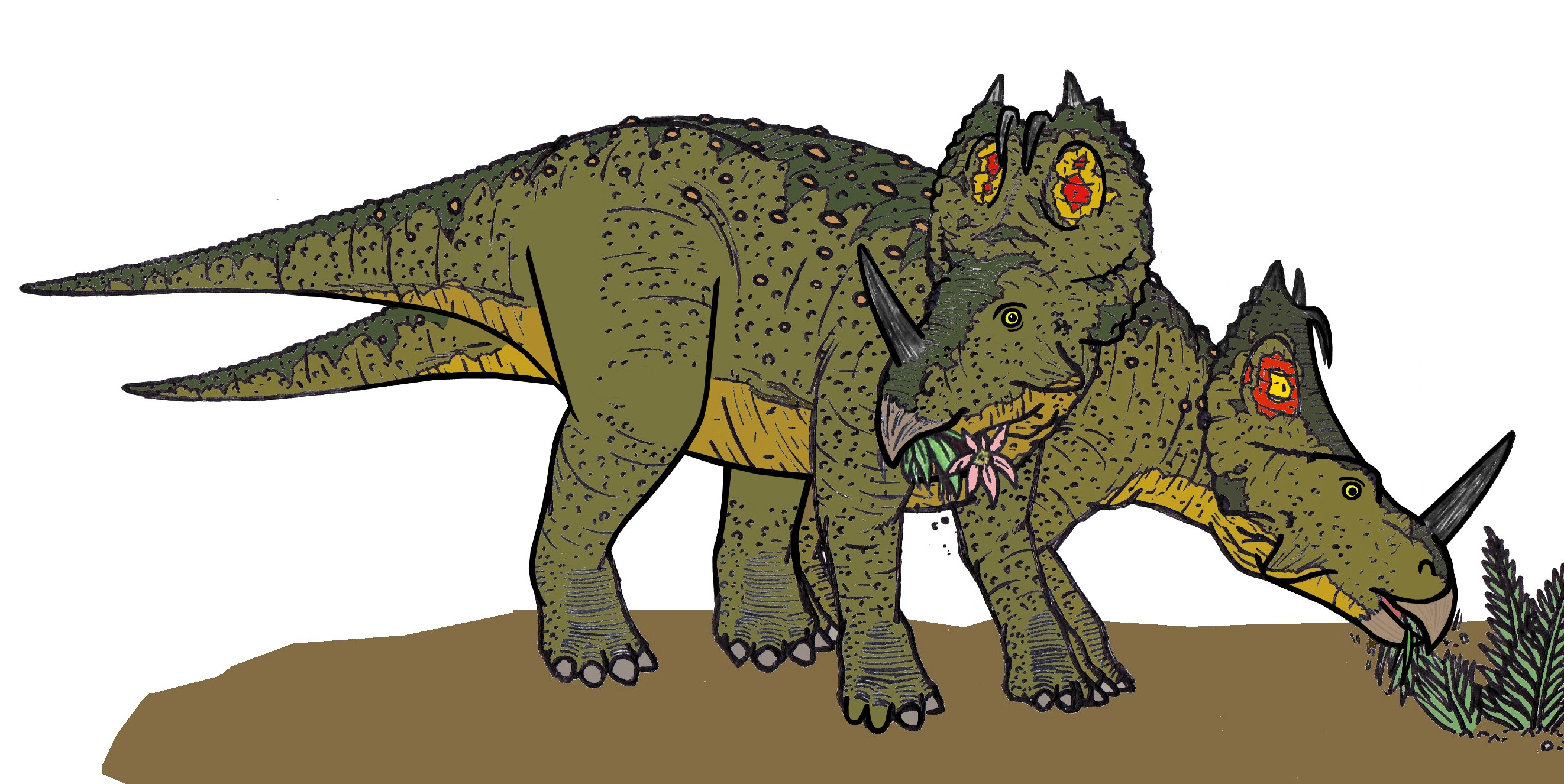
Monoclonius, un Cératopsien découvert en 1876

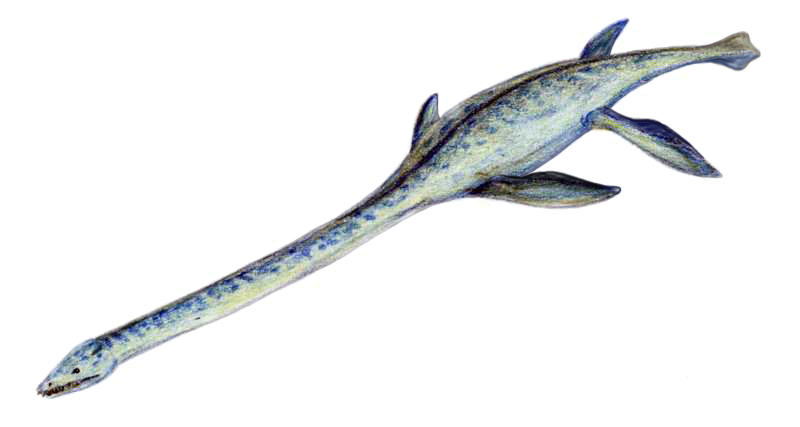
Celui par qui le malheur arrive : Elasmosaurus, découvert par Cope en 1868, et dont la reconstitution fut à l'origine de la grave discorde qui l'opposa à Othniel Charles Marsh

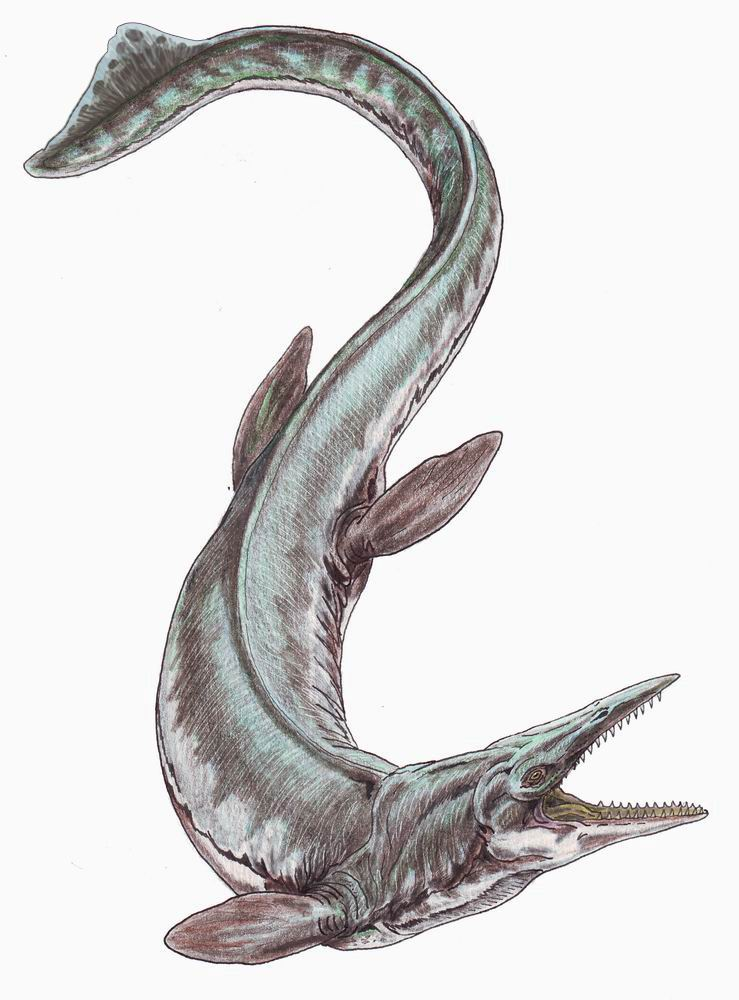
Tylosaurus proriger, un Mosasaure découvert par Cope en 1869, et baptisé "Macrosaurus proriger", qui servit de base aux travaux de Marsh pour établir le genre Tylosaurus

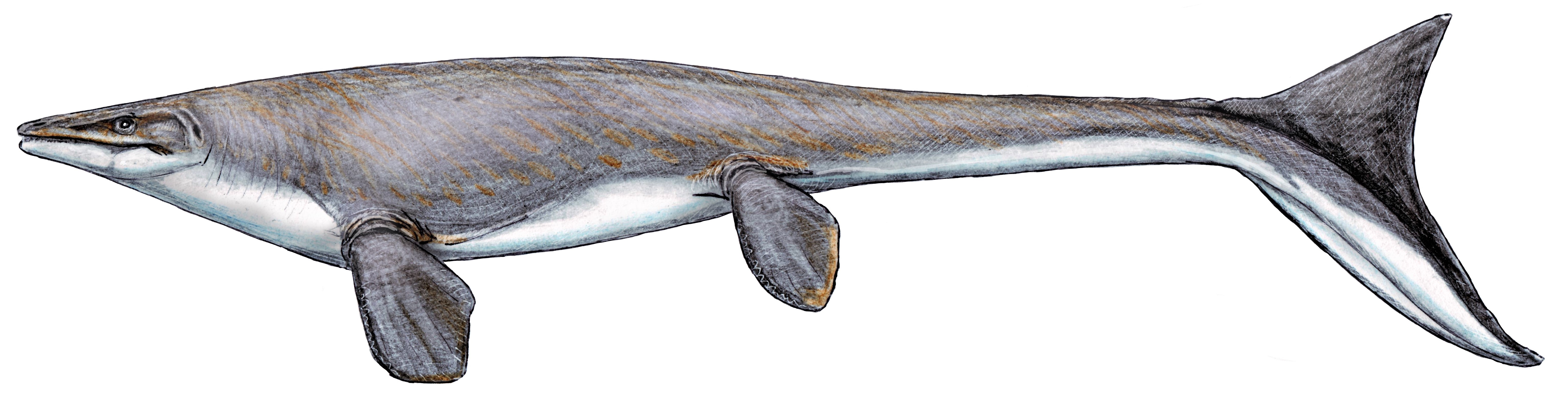
Platecarpus, un autre Mosasaure découvert par Cope, en 1874

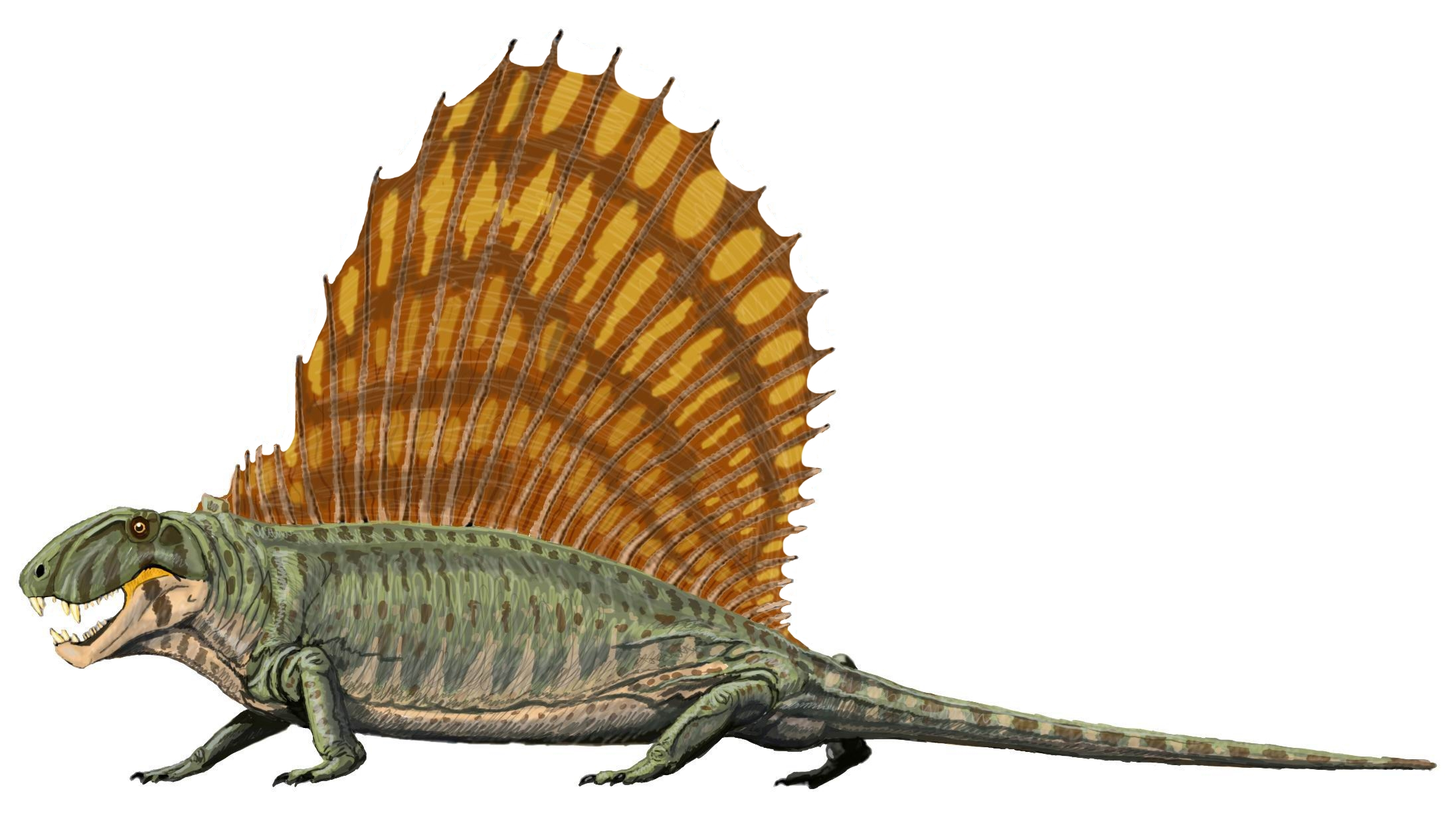
Dimetrodon, découvert en 1877, un Pelycosaure carnivore du Permien

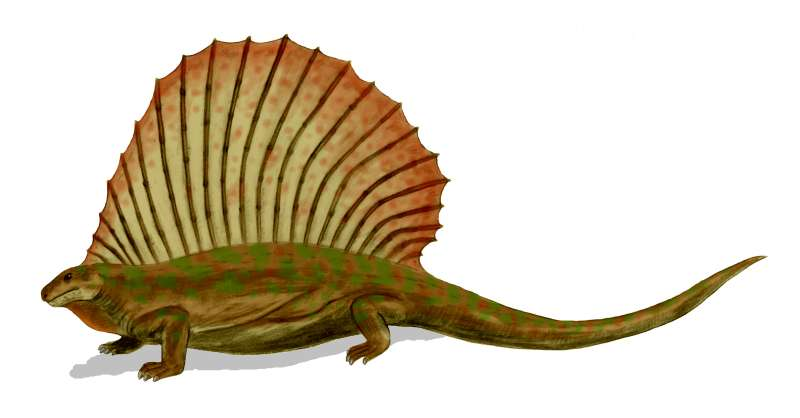
Edaphosaurus, un autre Pelycosaure du Permien, découvert en 1878

### Sauropsides

#### Anapsides
- Captorhinus, 1895

##### Testudines
- Glyptops plicatulus, 1877 (type)
- Hadrianus, 1872
- Osteopygis emarginatus, 1869
- Pneumatoarthrus peloreus, 1870
- Protostega, 1872
  - Protostega gigas, 1872

#### Diapsides

##### Archosaures

###### Aetosaures
- Typothorax, 1875

###### Crocodiliens,Rauisuchienset apparentés
- Allognathosuchus heterodon, 1872
- Brachychampsa perrugosus, 1875
- Zatomus, 1871
  - Zatomus sarcophagus, 1871 (type)

###### Dinosaures(hors oiseaux)
- Agathaumas, 1872
  - Agathaumas sylvestris
- Amphicoelias, 1878
  - Amphicoelias altus, 1878 (type)
  - Amphicoelias fragillimus, 1878
- Camarasaurus, 1877
  - Camarasaurus supremus, 1877 (type)
- Cionodon, 1874
  - Cionodon arctatus, 1874 (type)
- Claorynchus, 1892
  - Claorynchus trihedrus, 1892
- Coelophysis, 1889
  - Coelophysis bauri, 1887 (type)
- Diclonius, 1876
- Dryptosaurus aquilinguis, 1866 (type)
- Dysganus, 1876
  - Dysganus bicarinatus, 1876
  - Dysganus encaustus, 1876
  - Dysganus peiganus, 1876
- Dystrophaeus, 1877
  - Dystrophaeus viaemalae, 1877 (type)
- Epanterias, 1878
  - Epanterias amplexus, 1878 (type)
- Hypsibema, 1869
  - Hypsibema crassicauda, 1869 (type)
- Monoclonius, 1876
  - Monoclonius crassus, 1876 (type)
- Paronychodon, 1876
  - Paronychodon lacustris, 1876 (type)
- Polyonax, 1874
  - Polyonax mortuarius, 1874
- Pteropelyx, 1889
  - Pterolepyx grallipes, 1889 (type)
- Zapsalis abradens, 1876 (dent isolée attribuée à Saurornitholestes langstoni depuis 2019)

###### Oiseaux
- Gastornis giganteus, 1876 (anc. Diatryma gigantea)

##### Lépidosaures
- Rhabdopelix, 1870
  - Rhabdopelix longipinnis, 1870 (type)

###### Plésiosaures
- Elasmosaurus, 1868
- Uronautes cetiformis, 1876

###### Mosasaures
- Liodon sectorius, 1871
- Platecarpus, 1869
  - Platecarpus planifrons, 1874 (Originellement Clidastes planifrons)
- Tylosaurus proriger, 1869 (type) (Originellement Macrosaurus proriger)

###### autresSquamates(hors Mosasaures)
- Peltosaurus, 1873

### Synapsides

#### Pelycosaures
- Clepsydrops, 1875

- Dimetrodon , 1878
  - Dimetrodon limbatus, 1877
  - Dimetrodon natalis, 1877
  - Dimetrodon fritillus, 1878
  - Dimetrodon dollovianus, 1888

- Edaphosaurus, 1882
  - Edaphosaurus cruciger, 1878
  - Edaphosaurus pogonias, 1882 (type)

#### Mammifères

##### Carnivora

###### Ursidae
- Arctodus simus, l'Ours à face courte, 1897

##### Dinocerata

###### Uintatheriidae
- Eobasileus, 1872